# Mirail-Université
Pour les articles homonymes, voir Le Mirail.
Cet article concerne le campus de l'université du Mirail. Pour l'établissement en tant que tel, voir Université Toulouse-Jean-Jaurès. Pour la station de métro, voir Mirail – Université (métro de Toulouse).
Mirail-Université est le campus de l'université Jean Jaurès et l'un des trois quartiers composant l'ensemble du Mirail dans la ville de Toulouse.
Il accueille 30 425 étudiants.

## Historique
L'université est construite entre 1967 et 1975, pendant l'urbanisation du Mirail.
À partir de 1993, le campus dispose d'une station de métro à la suite de l'inauguration de la ligne A du métro.
Dans les années 2010, le campus est quasiment complètement reconstruit afin de le moderniser.

## Situation
Le campus est l'un des 3 quartiers composant l'ensemble du Mirail.